# Сердце не прощает
«Сердце не прощает» — советский художественный фильм режиссёров Владимира Довганя и Ивана Кобозева по одноимённой пьесе Анатолия Софронова, снятый в 1961 году на Ялтинской киностудии.

## Сюжет
Много лет назад, когда колхоз переселялся на берег нового моря, Степан Топилин оставил жену Екатерину и отправился на заработки. 

## В ролях
- Софья Павлова — Екатерина Топилина
- Аркадий Толбузин — Степан Топилин
- Софья Зайкова — Елизавета Новохижина
- Зоя Фёдорова — Домна Егоровна
- Михаил Пуговкин — Коньков
- Павел Волков — Егоров
- Сергей Никоненко — Гриша Топилин
- Николай Крючков — браконьер

## Съёмочная группа
- Режиссёры: Владимир Довгань, Иван Кобозев
- Сценаристы: Анатолий Софронов, Иван Кобозев
- Оператор: Тамара Лобова
- Композитор: Юрий Левитин
- Художник: Пётр Слабинский